# كارين باربر
كارين باربر (بالإنجليزية: Karen Barber)‏ هي راقصة على الجليد بريطانية، ولدت في 21 يونيو 1961 في مانشستر في المملكة المتحدة.

## وصلات خارجية
- كارين باربر على موقع أوليمبيديا (الإنجليزية)